# Jane Mary Dealy
Jane Mary Dealy (Liverpool, 1856-1939) était une peintre anglaise.

## Biographie
Elle étudia à la Slade School of Fine Art et à la Royal Academy of Arts, où elle travailla plus tard et gagna le prix au meullieur dessin en 1880.
Elle se maria au juriste Walter Lewis en 1887.
Elle est l'illustratrice des livres comme The Land of Little People, Sixes and Sevens, Children's Hymns,  Children's Prayers ou The Easy-to-Read Storybook.